# Wilkshire Hills
Wilkshire Hills es un lugar designado por el censo ubicado en el condado de Tuscarawas en el estado estadounidense de Ohio. En el Censo de 2020 tenía una población de 2940 habitantes y una densidad poblacional de 245,82 habitantes por km². Fue incluido como CDP en el censo de 2020.

## Geografía
Wilkshire Hillsse encuentra ubicado en las coordenadas 40°37′46″N 81°25′46″O / 40.62944, -81.42944. Según la Oficina del Censo de los Estados Unidos,  tiene una superficie total de 11,96 km², de la cual 11,91 km² corresponden a tierra firme y 0,05 km² a agua.